# Anacraga albescens
Anacraga albescens is een vlinder uit de familie van de Dalceridae. De wetenschappelijke naam van de soort is voor het eerst geldig gepubliceerd in 1929 door Hopp.